# Club River Plate (Asunción)
Club River Plate jest paragwajskim klubem z siedzibą w mieście Asunción, w dzielnicy Mburicaó.

## Historia
Klub założony został 15 stycznia 1911 roku. W roku 1987 oddano do użytku obecny stadion klubu Estadio River Plate o pojemności 5000 widzów. Obecnie, czyli w 2010 roku River Plate gra w pierwszej lidze paragwajskiej Primera división paraguaya.

## Osiągnięcia
- Wicemistrz Paragwaju (3): 1919, 1926, 1930
- Mistrz drugiej ligi Paragwaju (2): 1913, 1957